# 캐릭캐릭 체인지의 등장인물 목록
캐릭캐릭 체인지의 등장인물은 PEACH-PIT의 소녀 만화 작품 《캐릭캐릭 체인지》에 등장하는 캐릭터에 대해 설명하고 있다.
- 한국어판에서의 인물명의 경우 만화는 본래의 명칭을 사용하며, 추가적으로 표기된 명칭은 애니메이션판에서 사용함.
- 등장인물 이름 소개는 '일본어판 이름(일어), 한국어판 이름)'으로 구성.
- 성우는 일본어판 / 한국어판 순.

## 주인공 / 가디언
히나모리 아무(日奈森 亜夢) /  채아무
성우 - 이토 카나에 / 이용신
 츠키요미 이쿠토(月詠 幾斗) /  토마
성우 - 나카무라 유이치 / 이호산
 호시나 우타우(ほしな 歌唄)) /  세라
성우 - 미즈키 나나 / 양정화
 호토리 타다세(辺里 唯世) /  루이
성우 - 타카기 레이코 / 이지영
 후지사키 나기히코/후지사키 나데시코(なぎひこ/藤咲 なでしこ) /  시우/시아
성우 - 치바 사에코 / 소연
 소마 쿠카이(相馬 空海) /  소마
성우 - 아베 아츠시 / 최승훈
 유이키 야야(結木 やや) /  유이
성우 - 나카무라 토모코 / 한신정
 마시로 리마(真城 りま) /  리마
성우 - 야하기 사유리 / 여민정
 산죠 카이리(三条 海里) /  케이
성우 - 사이가 미츠키 / 이계윤
 아마카와 츠카사(天河 司) /  에드
성우 - 이시다 아키라 / 홍범기

## 이스터사
호시나 카즈오미(星名 一臣) /  전무
성우 - 오가타 미츠루 / 김영찬
 니카이도 유우(二階堂 悠) /  유노
성우 - 마지마 준지 / 박성태
 산죠 유카리(三条 ゆかり) /  유리
성우 - 나츠키 리오 / 이동은
 츠쿠모(九十九) /  맥스
성우 - 카와타 요시마사 / 최승훈
 치치마루(千タ丸) /  조
성우 - 사카구치 코이치 / 최지훈
 만다(万田) /  루시
성우 - 네모토 케이코 / 김보영
 루루 드 모르셀(ルル・ド・モルセール) /  루루
성우 - 칸다 아케미 / 김새해
 이치노미야 히카루 (一之宮ひかる) /  누리
성우 - 나카오 에리 / 김영은

## 수호 캐릭터
이들은 알에서 태어난다고 한다.

### 아무의 수호 캐릭터들
■■ 란(ラン)
성우 - 아스미 카나 / 박선영
맨 처음 태어난 아무의 첫 번째 수호캐릭터. 머리 모양은 사이드 테일에 핑크색 선캡와 붉은 계통의 치어리더풍 옷을 착용하고 있으며 머리에 하트모양 머리핀을 하고 있다.
운동을 잘하며 누가 뭘 해도 응원밖에 하지 않는다. 이것으로 인해서 조용히 하는 것을 못하며 솔직하고 상큼발랄한 성격이며 아무와 캐릭터 변신을 해서 '애뮬릿 하트'가 된다.
이름의 유래는 캔디즈의 멤버인 란이다.
■■ 미키(ミキ)
성우 - 카토 나나에 / 안영미
두 번째로 태어난 아무의 두 번째 수호캐릭터. 머리 모양은 쇼트 컷에 가까운 보브 컷으로 스페이드 모양의 장식이 붙은 파란색의 빵모자를 쓰고 있다. 청계의 하프 팬츠등으로 꾀나 보이시한 복장을 하고 있다. 쿨하고 시원시원한 성격이며 아무와 캐릭터 변신을 해서 '애뮬릿 스페이드'가 된다.
이름의 유래는 캔디즈의 멤버인 미키이다.
■■ 수우(スゥ, 스우)
성우 - 토요사키 아키 / 이소은
세 번째로 태어난 아무의 세 번째 수호캐릭터. 머리 모양은 쇼트 컷이지만 사이드만 길게 늘려서 컬을 감고 있다. 클로버 모양의 장식이 달린 엷은 연두색의 삼각건과 메이드풍 옷을 입고 있으며 아무와 캐릭터 변신을 해서 '애뮬릿 클로버'가 된다.
이름의 유래는 캔디즈의 멤버인 수우이다.
■■ 다이아(ダイヤ)
성우 - 이토 카나에 / 이계윤
네 번째의 태어난 아무의 네 번째 수호캐릭터. 피부가 희고 오렌지빛 머리카락에 트윈테일을 하고 있으며 레몬색 원피스를 착용해 작고 큰 다이아모양이 붙어있는 카츄사를 하며 스테이지용 핀마이크를 착용하고 있다.
아무의 정식 수호캐릭이 되어 지금은 아무와 같이 생활하는 중. 투니버스에서 part2에 처음 등장할 때는 다이아몬드/다이아라고 부른다. 126화에서는 오래간만에 자기 포즈를 취하고 아무와 에뮬릿 다이아로 캐릭터 변신을 했으며 퓨어 필링으로 캐릭터 변신한 히이라기 릿카와 X알들을 정화한다.

### 가디언의 수호 캐릭터
키세키(キセキ) /  프린스
성우 - 미야케 카야 / 김효선
타다세(루이)의 수호캐릭터. 연보라빛 머리색과 임금님 모습을 하고 있으며, 세계 정복이 꿈으로 수호캐릭터들에게 소집하여 훈련한다.
 리즈무(リズム) /  리듬
성우 - 미야다 코우키 / 김율
나기히코(시우)의 수호캐릭터. 테마리의 쌍둥이 남동생. 전형적인 힙합보이로 상당히 쾌활하고 자유로운 성격. 모자를 쓰고 헤드폰을 걸고 있으며 바지 주머니에 손을 넣고 있는 스포티한 스타일. 나기히코(시우)와 캐릭터 변신을 하면 비트 점퍼가 된다.
 테마리(てまり) /  마리
성우 - 유즈키 료카 / 정혜옥
나데시코(시아)의 수호캐릭터. 리즈무의 쌍둥이 누나. 보라빛의 머리와 포니테일에 기모노 차림을 하고 있으며, 겉으로는 깔끔을 떨며 얌전해보이지만, 도도하고 악녀같은 성격이며 기모노가 더러워 질 것을 생각하기 때문에 진흙을 싫어한다. 나데시코(시아)와 캐릭터 변신을 하면 야마토 마이히메/오리엔탈 프린세스가 된다.
 다이치(ダイチ, 太地) /  타이치
성우 - 요시노 히로유키 / 김보영
쿠카이(소마)의 수호캐릭터. 머리에는 별을 달았으며, 스포티 옷차림.머리색은 청록색. 스케이트보드를 타는 것이 취미며, 쿠카이(소마)와 성격이 비슷하다. 활동적인 성격 탓인지 가만히 앉아있는 것을 싫어한다.
 페페(ぺぺ) /  페페
성우 - 코야마 키미코 / 이동은
야야(유이)의 수호캐릭터. 아기 옷을 입고 있다.
 쿠스쿠스(クスクス) /  쿠스쿠스
성우 - 나리타 사야카 / 김보영
리마의 수호캐릭터. 쿠스쿠스라는 말버릇이 있으며 잘 웃고 광대의 옷을 입고, 얼굴 분장이 있다.
무사시(ムサシ) /  무사
성우 - 오카모토 노부히코 / 최지훈
카이리(케이)의 수호캐릭터. 사무라이의 모습을 하고 있으며, 차분하고 냉정하다. 머리색은 진한 녹색. 아녀자를 싫어한다는 특징이 있다.

### 이스터의 수호 캐릭터들
요루(ヨル) /  요루
성우 - 사와시로 미유키 / 김현심
이쿠토(토마)의 수호캐릭터. 고양이의 모습을 하고 있으며, 이쿠토(토마)와 캐릭터화 해서 블랙 링크스로 변신한다.
 이루(イル) /  이루
성우 - 콘노 히로미 / 김현지
우타우(세라)의 첫 번째 수호캐릭터. 악마의 모습을 하고 있으며, '키시시'하고 잘 웃으며, X알을 모을 수 있는 능력이 있다. 에루를 골려먹거나 발로 차는 것을 좋아하며, 우타우가 X다이아와만 캐릭터변신이나 캐릭터체인지를 하는 것을 심통낸다. 에루를 막상 곁에 있을 때는 괴롭히지만, 에루와 떨어져 있으면 에루를 그리워한다. 이루 역시 아무를 강제변신시킬 수 있다. 우타우(세라)와 캐릭터화 해서 루나틱참, 아무와 캐릭터화 해서 애뮬릿 데빌이 된다.
 에루(エル) /  에루
성우 - 효우세이 / 정혜옥
우타우(세라)의 두 번째 수호캐릭터. 천사의 모습을 하고 있으며, 우타우(세라)와 캐릭터화 해서 세라틱 참, 아무와 캐릭터화 해서 애뮬릿 엔젤이 된다.
 x다이아(xダイヤ) / x다이아
성우 - 이토 카나에 / 이계윤
우타우(세라) x를붙어서 우타우(세라)의 세 번째 수호캐릭터. 우타우(세라)와 캐릭터화 해서 다크 쥬얼이 된다.
 나나(ナナ) /  나나
성우 - 유즈키 료카 / 정혜원
루루의 수호캐릭터. 귀족풍 아가씨의 모습을 하고 있다. 폭이 넓은 모자에 드레스는 각각의 쥬얼로 장식되어 있다.

### 그 외의 수호 캐릭터
스노페(スノペ) /  스노페
성우 - 아라이 사토미 / 김현심
산골 소녀 같은 투박한 외모에 짚으로 만든 모자를 뒤집어 쓰고 있다. 눈꽃 모양의 장식핀을 하고 있다. 미휴우(설아)의 수호 캐릭터.
 제로(ゼロ) /  제로
성우 - 와타나베 아케노 / 정혜옥
포커 카드로 장식된 모자에 마술사 옷을 입고 있다. 타쿠야(세이지)의 수호 캐릭터.
 쿠우타(クウタ) /  쿠우
성우 - 오바타 노리코 / 김현지
쇼타(앤디)의 수호 캐릭터. 화가가 되고 싶다는 쇼타(앤디)의 마음에서 태어났지만 현재는 알로 돌아갔다.
 라미라(ラミラ) /  라미라
성우 - 사토 사토미 / 김현심
슈라이어의 수호 캐릭터. 차분하고 지혜로운 성격.
 루루(ルール) /  루루
성우 - 오바타 노리코 / 김현지
펄의 수호 캐릭터. 슈라이어 일행이 세이요 학원에 왔을 때 아버지를 닮고 싶다는 펄의 마음에서 태어나게 되었다.
 키란(キラン /  팅키
성우 - 무라이 카즈사 / 정혜원
히나코(하나)의 수호캐릭터.금발의 생머리를 하고 있으며 작은 다이아가 새겨진 원피스와 노란색 장갑과 부츠를 신고 있다. 특기는 웃는 얼굴.
 세실(セシル) /  세실
성우 - 오오마에 아카네 / 김영은
인기모델 사쿠라이 유아의 수호캐릭터. 금발에 오렌지색 모자를 쓰고 있으며 목에서 하반신까지 긴 피아노 건반 무늬가 있다.
 미(ミ-)
성우 - 히로하시 료 / ???
유카의 수호캐릭터. 유카가 토끼인형 '미'를 고치고 있을 때 목소리를 통해 존재를 알린 적이 있다. 초록빛 눈동자에 레몬빛 머리칼을 가지고 있고 머리와 배에 단추가 달려있다.
 호타루(ほたる)/샤인
성우 - 사토 사토미 / 박리나
예비 가디언인 릿카의 수호 캐릭터. 머리는 보라색이며, 호타루의 뜻처럼 꼬리에 빛이 난다.

## 히나모리 가(아무네 집)
히나모리 미도리(日奈森 緑) /  (무명, 아무의 엄마)
성우 - 무라이 카즈사 / 김보영
아무의 엄마, 12월 27일생, A형.
아무의 어머니로 잡지"주부의 지혜"의 편집자. 작중에서는 히나모리 미도리(日奈森みどり), 애니메이션 크레딧에서는 히나모리 엄마(日奈森ママ)로 표기되고 있다.
고딕계나 로리타계의 패션을 보는 것을 좋아해서 두 딸들에게 자신의 취미 옷을 입히고 있다. 가족 생각으로는 온화하나 가끔 엄마로서 엄격하게 설득하기도 한다.
 히나모리 츠무구(日奈森 紡) /  (무명, 아무의 아빠)
성우 - 오다 유세이 / 김영찬
아무의 아빠, 2월 20일생, O형.
아무의 아버지로 주로 야생새를 찍는 카메라맨. 작중에서는 히나모리 츠무구(日奈森つむぐ), 애니메이션 크레딧에서는 히나모리 아빠(日奈森パパ)로 표기되고 있다.
두 딸을 몹시 사랑해서 언제나 카메라로 찍고 있다. 두 딸을 "아빠의 귀여운 아기새들"이라고 부른다. 아무가 누군가와 사귀는 것은 이르다고 반대하고 있다. 애니메이션에서는 부부싸움을 했을 때는 언제나 토라져 화장실으로 가출한다는 설정이 있다. 하지만 언제나 곧바로 화해를 한다.
 히나모리 아미(日奈森 亜実) /  채아미
성우 - 마미야 쿠루미 / 김현지
아무의 여동생, 3월 21일생, O형.
작중에서의 아무의 여동생으로 표기는 아미(あみ). 아무가 6학년이 된 봄부터 유치원에 다니고 있다. 아미의 꿈은 히나모리 아무같은 성격되기. 어리기 때문에 아직 짧은 낱말로 밖에 대화할 수 없다. 스타성이 은밀하게 있어서 눈에 띄고 싶어하고, 모험심도 풍부하지만 도깨비가 싫고 겁쟁이. 캐릭터 소유자는 아니지만 수호 캐릭터를 볼 수 있어서 수호 캐릭터들을 굉장한 캐릭터(しゅごいキャラ)라고 부른다. 우타우의 팬으로 노래를 따라 부르고 있다. 타다세를 왕자님(王子しゃま)라 부르며 마음에 들어하고 있다.

## 호토리 가(루이네 집)
타다세의 할머니 (唯世の祖母) /  (무명, 루이의 할머니)
성우 - 죠 마사코 / 김현심
타다세(루이)의 할머니, 몇 년 전의 사건으로 현재 병으로 누워계신다.
 호토리 유이(辺里 唯) /  (무명, 루이의 아버지)
성우 - 타케모토 에이지 / 선호제
타다세(루이)의 아버지. 애니 97화에서 이쿠토, 타다세, 우타우 과거씬에서 등장했다.
 호토리 미즈에(辺里 瑞恵) /  (무명, 루이의 어머니)
성우 - 키타니시 준코 / 박리나
타다세(루이)의 어머니. 이쿠토를 싫어한다. 애니에서는 97화 과거씬에서 등장. 츠카사가 타다세의 외갓집 쪽 친척인 것으로 미루어 볼 때 결혼 전 성씨는 아마가와인 듯 하다.

## 후지사키 가(시아/시우네 집)
나데시코 엄마(なでしこママ) /  (무명, 시아/시우의 어머니)
성우 -  오오하라 사야카 / 김효선
나데시코/시우(시아/시우)의 어머니.
 유모(婆や) /  (무명, 할머니)
성우 - 타키자와 쿠미코 / 김보영
나데시코/시우(시아/시우)의 유모.

## 유이키 가(유이네 집)
야야의 아빠(ややの父) /  (무명, 유이의 아버지)
성우 - 최승훈
야야(유이)의 아버지로 31화 때 등장.
 야야의 엄마(ややの母) /  (무명, 유이의 어머니)
성우 - 양정화
야야(유이)의 어머니로 31화,48화 때 등장했다.
 유이키 츠바사(結木 つばさ) /  하늘
성우 - 사와시로 미유키
야야(유이)의 남동생으로 갓난아기. 츠바사의 탄생으로 인해서 페페가 태어났다.

## 소마 가(소마네 집)
쿠카이의 할아버지(空海のおじいちゃん) /  (무명, 소마의 할아버지)
성우 - 나카무라 다이키 / 최지훈
쿠카이(소마)의 할아버지. 원작에서는 바닷가 근처의 절에 살고 애니메이션에서는 설산 근처의 절에 산다.
 소마 카이도 (相馬 海童) /  카이
성우 - 카토 마사유키 / 소정환
소마가의 장남이자 쿠카이의 큰형. 한 번 화나면 오로라를 뿜는 무서운 성격이다. 축구에 있어서는 달인급.
 소마 슈스이 (相馬 秀水) /  슈
성우 - 오오하라 타카시 / 선호제
소마가의 차남이자 쿠카이의 작은형. 얌전스레 보이는 편.
 소마 운카이 (相馬 雲海) /  루카
성우 - 오카모토 히로시 / 김국진
소마가의 삼남이자 쿠카이의 셋째형.
 소마 렌토 (相馬 れんと) /  렌토
성우 - 호시 소이치로 / 강호철
소마가의 사남이자 쿠카이의 막내형.

## 마시로 가(리마네 집)
리마의 아버지(りまの父) /  (무명)
성우 - 미야사카 슌조 / 최지훈
리마의 아버지. 리마가 납치미수 되기 이전까지는 화목하게 지내왔었으나 리마의 납치미수가 일어나면서 모든 책임을 아내인 리마엄마에게 넘기며 말다툼을 했었다.
 리마의 어머니(りまの母) /  (무명)
성우 - 오바타 노리코 / 김현심
리마의 어머니. 리마의 납치미수 이후 학교에서 리마를 데려다주었으며 이 문제로 인해 남편인 리마아빠와 자주 다투었다.

## 호시나 가와 츠키요미 가(세라,토마네 집)
호시나 소우코(星名 奏子) /  주리 이스터
성우 - 타나카 아키코 / 김효선
호시나가의 외동딸로 이쿠토와 우타우의 어머니. 주위의 맹반대에도 불구하며 아루토와 결혼하였다. 아루토의 실종 후에도 그를 믿고 돌아오는 것을 계속 기다렸지만, 수년후에 바이올린만 발견 되었을 때 사는 곳을 계속 쫓기는 생활에 한계를 느껴버리고, 기다리는 것도 견딜 수 없게되어버려서 카즈오미와 재혼해버린다. 이후 카즈오미가 말하는 것에는 거역하지 못하고, 그런 소우코에게 이쿠토와 우타우는 배신당한 것처럼 느끼고 있다.
 츠키요미 아루토(月詠 或斗) /  알토
이쿠토와 우타우의 친부로 애니메이션 102화 때 회상씬을 통해 등장한 적이 있다. 바이올리니스트. 소우코와 사랑에 빠졌지만 당시 아직 지위도 명성도 없었기 때문에 두 사람의 결혼은 주위에서 맹반대가 되었다. 거기서 "머지않아 음악을 모두 그만 두어서 이스터사를 잇는다"라는 조건과 교환해서 결혼을 허락받았다. 그러나 그 약속을 지키지 않고 이스터사의 전 회장인 이쿠토와 우타우의 할아버지가 돌아간 날 밤에 갑자기 행방을 감추었다. 이것에 의해서 소우코와 이쿠토,우타우에게 비난은 한층 강해졌고 수년후에 실종시에 가져간 애용하는 바이올린이 해외에서 발견되었지만 현재도 여전히 행방은 알려지지 않았다.

## 야마모토 및 모르셀 가(루루네 집)
루루의 아빠(ルルパパ) /  (무명)
성우 - 시마다 빈 / 최지훈
애니메이션 오리지널 캐릭터. 루루의 아빠로 프랑스인이며 가끔씩 나고야 사투리를 쓰는 경우가 있다. 요리 쉐프이기도 하며 딸인 루루를 매우 사랑한다.
 루루의 엄마(ルルママ) /  (미아 드 모르셀 박)
성우 - 마스다 유키 / 이계윤
애니메이션 오리지널 캐릭터. 루루의 엄마로 일본인이며, TV에서 방송인으로 활동하고 있다. 본래는 프랑스에서도 수상한 경험이 있는 유명 여배우였으나, 일본으로 잠시 돌아와 버라이어티 쇼 등에 출연하였다. 프랑스인 남편과 결혼하여 루루를 키워왔다.가명은 메리
 루루의 할머니(ルルの祖母) /  (무명)
성우 - 타니 이쿠코 / 김현심
애니메이션 오리지널 캐릭터. 루루의 할머니이자 루루의 아빠 어머니로 프랑스에서 왔으며 일본에 있는 루루의 집을 방문하게 된다. 루루의 부모님이 가장 무서워하는 존재로 알려져 있다. 프랑스 자작의 후예로 귀족풍 성향이 짙어 타인 앞에서도 엄했던 편이었지만 나중에는 자상하고 온화한 모습으로 바뀐다. 일본어에도 능통한데, 아무가 이에 대해 놀라워하자 프랑스 자작부인으로서 기본이라고 했다. 후에 프랑스로 돌아갔다.

## 히이라기 가(릿카네 집)
릿카의 아버지(りっかの父)
성우 - 우에다 요우지 / 선호제
애니메이션 오리지널 캐릭터. 릿카의 아버지로 3기 113화때 릿카의 회상씬(초등학교 입학기념 때)에 등장하였고, 120화에서도 등장한다
 릿카의 어머니(りっの母)
성우 - 이노우에 키쿠코 / 소연
애니메이션 오리지널 캐릭터. 릿카의 어머니로 마찬가지로 회상씬에서 등장하였고. 120화에서도 나온다.

## 세이요 학원(세인트 학교)
야마부키 사아야(山吹 沙綾) /  장미
성우 - 카와쇼 미유키 / 김보영
아무반에 있는 여자아이. 부잣집 딸이며 지기 싫어하는 성격으로 잘난 척을 많이 하는 타입.
 사아야 추종자(沙綾 とりまき) /  봄, 여름, 가을, 겨울
성우 - 타나카 아키코 / 오바타 노리코 / 이시구로 치히로 / 미야케 카야 / 김효선, 정혜옥, 이동은, 양정화
사아야를 따르는 4명의 여학생들로 사아야와 행동을 같이하며 사아야의 말에도 맞장구를 치기도 한다.
 마나미(まなみ) /  나미
성우 - 아케사카 사토미 / 김현지
아무의 같은 반 친구. 언제나 아무를 응원해주는 친구. 엄마가 플로리스트이며, 루루 때문에 자신의 마음의 알이 수수께끼 알이 되기도 했다.
 와카나(わかな) /  리나
성우 - 사토 사토미 / 김현심
아무와 마나미의 같은 반 친구.
 하토바 유키(鳩羽 雪) /  수하
성우 - 후지무라 아유미 / 이동은
현재는 유학을 간, 아무 반에 있었던 여자아이.
 스즈키 세이치로(鈴木 誠一郎) /  우주
성우 - 미나미 오미 / 정혜옥
아무의 열혈 팬으로, 아무와는 두 학년 후배이며 선배로서도 동경하고 있다.
 야마다(山田) /  해성
성우 - 요나가 츠바사 / 홍범기
쿠카이의 초등부 축구부 친구.
 와타라이 미사키(渡会 美咲) /  미사
성우 - 나즈카 카오리 / 조현정
아무의 친구. 처음에는 타다세(루이)를 좋아하지만, 나중에는 아무와 친구가 된다.
 나가쿠라 타쿠야(長倉 拓哉) /  세이지
성우 - 와타나베 아케노 / 김현지
세이요 초등학교 마술사로 수호 캐릭터는 제로. 마술사 때는 '제로'라는 예명을 사용.
 쇼타(翔太) /  앤디
성우 - 사와시로 미유키 / 양정화
화가가 되는 것이 꿈이며 수호 캐릭터는 쿠우타.
 하타나카 마리모(畠中 まりも) /  지나
성우 - 칸다 아케미 / 김현지
피아노 반주자로 활동했고 세이이치로(우주)와 동갑.
 히라노 코요미(平野 こよみ) /  코니
성우 - 카도와키 마이 / 박리나
점괘를 잘 보는 능력을 갖고 있다.
 키노시타 마리카(木下 まりか) /  리카
성우 - 오바타 노리코 / 이계윤
코요미의 친구로 타다세에게 좋아한다고 고백한 적이 있다.
 키리시마 후유키(霧島 冬樹) /  리키
성우 - 요나가 츠바사 / 홍범기
성격이 시원한 스포츠 소년.
 코구레 유키나(木暮 由紀奈) /  유나
성우 - 시미즈 아이 / 윤여진
아무의 동급생이며 초콜릿 만들기에 열중이며 다이스케를 좋아한다.
 이시이 다이스케(石井 大輔) /  태호
성우 - 스가누마 히사요시 / 박성태
유키나가 초콜릿을 주게 될 상대였지만 처음에는 초콜릿을 받기를 싫어하였다가 나중에 가서야 유키나가 준 초콜릿을 먹게 된다.
 니시노 나츠코(西野 奈津子) /  하림
성우 - 마츠모토 메구미 / 정선혜
세이요학원 학생으로 야구 투수를 꿈꾸고 있다.
 히이라기 릿카(柊りっか)/ 릿카
성우 - 에리카 / 김율
세이요학원 전학생. 아무를 동경하여 가디언 견습생이 되었으며 수호캐릭터인 호타루가 있다.

## 그 외의 인물
사에키 노부코(冴木 のぶ子) /  마젠타
성우 - 야마모토 게이코 / 김현심
점술가. 수호캐릭터가 가끔씩 보인다. 하지만 역시 겉과 속이 다른 인물이며 귀신을 무서워하는 아주머니이다.
 오카신(オカシン) /  에이스
성우 - 사토 타쿠야 / 최지훈
애니메이션 오리지널 캐릭터로 본명은 오카타 신고(한국어 더빙판에서는 '에이스타리안')이다. 사에키가 나오는 프로에 출연한 인물이며 가수 겸 아티스트로 활동하고 있고 소설을 직접 썼던 경력도 갖고 있다.
 히메카와 마이카(姫川 舞香) /  마이아
성우 - 시타야 노리코 / 김현지
야야가 다니는 발레학원의 학생. 야야가 마이티라고 부른다. '천재발레소녀'라 불릴 정도로 발레를 매우 잘한다.
 오리에(オリエ) /  리애
성우 - 사사키 요코 / 정혜옥
전직 유명 발레리나 출신으로 마이카의 엄마이며 발목부상으로 인해 발레를 그만둔 후 발레학원에서 학생들을 지도하고 있다.
 미미코 선생(ミミ子 先生) /  미미 선생님
성우 - 사다오카 사유리 / 김보영
야야가 다니는 발레학원의 선생님.
 토리이 미후유(鳥井 美冬) /  설아
성우 - 히가 쿠미코 / 정선혜
애니메이션 오리지널 캐릭터, 수호캐릭터는 스노페. 평소에는 털털하고 말괄량이지만, 정작 시합 전에‘기대한다'라는 말을 들으면 긴장되어 버린다. 시합전에 긴장하는 버릇을 고치는 것과 당당한 자신이 되고 싶다는 소원을 빌어 스노페가 태어난다. 스노페와 캐릭터 체인지를 하면 긴장이 사라지고 마음이 진정된다. 아무를 만난 덕에 스노보드 대회에서 우승을 차지하고 세계 선수로 뽑힌다.
 치사(智沙) /  리사
성우 - 무라이 카즈사 / 김보영
애니메이션 오리지널 캐릭터. 아무와 타다세가 수족관에 왔을 때 마주쳤던 여자아이.
 시온 (詩音) /  시온
성우 - 나카하라 마이 / 정혜옥
애니메이션 오리지널 캐릭터. 쿠카이와 어릴 적부터 알고 있었다. 피아노를 매우 잘 친다.
 히나모리 슈스이(日奈森 修司) /  슈
성우 - 아사누마 신타로 / 최재호
애니메이션 오리지널 캐릭터. 아무의 사촌오빠로 직업은 파티쉐.
 오오토모 에리코 (大友 絵里子) /  애리
성우 - 엔도 아야 / 이계윤
애니메이션 오리지널 캐릭터. 슈스이와 결혼했다. 직업은 잡지 모델이며 재벌집 딸이다. 한때 파리로 유학갔을 때 슈스이를 만난 적이 있었다.
 슈라이어 (シュライヤ) /  슈라이어
성우 - 신도 나오미 / 신용우 / 김현지(어린시절)
애니메이션 오리지널 캐릭터. 수호캐릭터는 라미라. 먼 나라(인도풍 혹은 중동풍의 가상국가인 듯하며 굉장한 부자나라)의 왕자. 아무처럼 고집쟁이. 왕자비(王子妃)도 찾을 겸, 엠브리오도 찾을 겸 해서 세이요 학원에 유학을 온다. 그 때문에 이스터 회사의 계략에 말려들어 가짜 엠브리오를 받는다. 가짜 엠브리오의 폭주에 휘말릴 때 루루의 도움으로 위기에서 벗어난다. 아무를 왕자비로 삼고자 했으나 아무는 극구 사양한다. 부왕(父王)인 세오밀러 국왕에게 모순적인 감정을 가졌었다. 귀국 후에는 자신 나름대로의 왕이 되기 위해 수행하고 있다.
 펄 (パ-ル) /  펄
성우 - 아케사카 사토미 / 정혜옥
애니메이션 오리지널 캐릭터. 수호캐릭터는 루루. 어린 시절부터 슈라이어와 함께 해온 소꿉친구이며 누구보다 슈라이어를 이해한다. 슈라이어가 가짜 엠브리오에 의해 조종 되었을 때, 끝까지 라미라의 수호 알을 보호하고 국왕의 진심을 전한다. 그리고 그 이해하는 마음에서 루루가 태어난다. 현재는 슈라이어와 함께 자기 나라로 돌아가있다.
 세오밀러 왕(セオミラ 王) /  세오밀러 왕
성우 - 오오사카 치카라 / 김영찬
애니메이션 오리지널 캐릭터. 먼 나라(인도 또는 중동풍 가상국가)에서 온 국왕으로 세이요학원에 유학을 했던 경험이 있다. 아마카와 츠카사와 친한 사이다.
 진저 (ジンジャ-) /  진저
성우 - 미야사카 슌조 / 박성태
애니메이션 오리지널 캐릭터. 슈라이어의 충성스런 애완용 호랑이. 사아야와 아무가 겁내는 대상.
 키자키 미야코(木崎都) /  레오나
성우 - 요시카와 미쿠 / 김현심
애니메이션 오리지널 캐릭터. 개그를 좋아하는 소녀. 개그우먼이 되는 것을 꿈꾼다.
 히게지로(ヒゲ次郞) /  (무명, 콧수염 아저씨)
성우 - 이시가와 히로아키 / 최지훈
애니메이션 오리지널 캐릭터. TV 프로에 출연했던 개그맨.
 히메노 코토네(姫野 琴音) /  금아
성우 - 아케사카 사토미 / 정혜옥
애니메이션 오리지널 캐릭터. 이쿠토의 바이올린을 정비해주고 있다.
 혼나 사요코(本名紗 江子) /  유진
성우 - 유즈키 료카 / 양정화
애니메이션 오리지널 캐릭터. 코토네의 바이올린 가게에 바이올린 정비를 요청한 유명 바이올리니스트.
 히메노 코타로(姬野 幸太郞) /  (무명)
성우 - 반도 나오키 / 박성태
애니메이션 오리지널 캐릭터. 코토네의 아버지이자 바이올린의 장인.
 니나가와 히토미 /  지나
성우 - 가토 에미리 / 김영은
애니메이션 오리지널 캐릭터. 우타우를 가장 동경하고 좋아하는 소녀이며 루루에 의해 조종되었을 때 우타우의 '하트풀송' 을 불렀다.
 미즈노 마모루(水野 守) /  미노
성우 - 미나가와 쥰코 / 박리나
애니메이션 오리지널 캐릭터. 우주에 대한 관심이 많은 소년이다.
 이시가키(岩垣) /  타이거
성우 - 야베 마사히토 / 강호철
애니메이션 오리지널 캐릭터. 처음엔 귀여운 것을 싫어하였으나 사실은 귀여운 것을 좋아하는 타입을 가진 소년. 세이요 학원 중등부 학생.
 마군(マ-君) /  지미
성우 - 이시카와 시즈카 / 김율
애니메이션 오리지널 캐릭터. 아미의 유치원에 다니고 있는 남자아이로 아버지는 조각가.
 미즈타니 히나코(水谷 ひなこ) /  하나
성우 - 무라이 카즈사 / 김영은
애니메이션 오리지널 캐릭터. 초등학생 1학년이고,부끄러움을 많이 탄다. 수호캐릭터는 키란.
 산타 청년(サンタ) /  (무명)
성우 - 이시이 마코토 / 선호제
애니메이션 오리지널 캐릭터. 크리스마스를 맞아 길거리에서 산타복장을 하며 행인들에게 선물을 나누어준다.
 에비하라 요(海老原 陽)
성우 - 나루세 마코토
애니메이션 오리지널 캐릭터. 신사에서 우산 위에 공을 굴리는 곡예를 하고 있다.
 에비하라 키코(海老原 喜子)
성우 - 나카타 요리코
애니메이션 오리지널 캐릭터. 에비하라 료의 여동생으로 오빠인 료와 함께 곡예를 하고 있다.
 나카야마 치요코(中山 チヨコ) /  코코링
성우 - 아사이 키요미 / 정유미
애니메이션 오리지널 캐릭터. 통칭 초코땅(코코링). TV 애니메이션 주인공인 '캣츠 이어'를 좋아하여 캣츠 이어 코스프레를 하고 다니는 소녀.
 캣츠 이어(キャッツイヤ-) /  캣츠 리본
성우 - 타나카 아키코 / 김영은
애니메이션 오리지널 캐릭터. TV 애니메이션에 등장하는 여자 캐릭터. 치야코(코코아)가 가장 동경하는 대상.
 쿠사나기 나유타(なゆた) /  나유타
성우 - 시타야 노리코 / 김현지
애니메이션 오리지널 캐릭터. UFO의 존재를 믿고 있는 소녀이며 '벤토라 벤토라 스페이스 피플'이라는 주문을 외우고 다닌다.
 사이토(齊藤) /  동호
성우 - 히가 쿠미코 / 김영은
애니메이션 오리지널 캐릭터. 전국 초등학교 서밋에 참가한 소년.
 소녀(少女) /  (무명)
성우 - 오오마에 아카네 / 이동은
애니메이션 오리지널 캐릭터. 타코야키와 야키소바 중 택일을 고민하던 무명(無名)소녀. 72화에 등장.
 모리노 미모리(森野 みもり) /  미리아
성우 - 후지무라 아유미 / 정혜옥
애니메이션 오리지널 캐릭터. 파티쉐를 꿈꾸는 소녀로 수우의 도움을 받은 적이 있었다.
 마루야마 하루키(丸山春樹) /  하루
성우 - 노자와 마사코 / 김율
애니메이션 오리지널 캐릭터. 라면에 대한 애정과 관심이 높은 소년.
 네미(音美),나미(那美)/  미사, 미나
성우 - 센다이 에리 / 아케사카 사토미 / 김현심 / 김보영
애니메이션 오리지널 캐릭터. 쌍둥이 자매로 얼굴 생김새가 닮아있다. 다만 장식 머리핀상으로는 네미는 분홍색, 나미는 군청색을 하고 있다.
 후지타(藤田) /  유타
성우 - 카스야 유우타 / 양정화
애니메이션 오리지널 캐릭터. 나츠코의 라이벌격인 소년으로 투수를 꿈꾸고 있다.
 소녀(少女) /  (무명)
성우 - 엔도 토모카 / 박리나
애니메이션 오리지널 캐릭터. 음악박람회에서 등장한 춤추는 것을 동경하는 무명소녀로 나기히코와 같이 춤을 추었다. 83화에 등장.
 사쿠라이 유아(櫻井 優亞) /  아라
성우 - 쿠기미야 리에 / 박리나
애니메이션 오리지널 캐릭터. 모델로 활동하고 있으며 대중들에게 인기가 많다. 수호캐릭터는 세실. 아무의 유치원 후배. 노래를 잘 부르긴 하지만, 남들 앞에서 노래 부르는 것에 상당한 트라우마가 있었다.
 타카시(タカシ), 아키라(アキラ), 케이스케(ケイスケ) /  준, 민, 훈
성우 - 스기누마 히사요시 / 히라오 사야카 / 아사리 료타 / 박리나 / 정혜원 / 김새해
애니메이션 오리지널 캐릭터. 나기히코의 어린시절 만났던 농구팀 멤버들. 아무는 이들을 보고 처음에는 개그 삼형제인줄 알았다.
 츠쿠시(つくし)
성우 - 미카미 시오리
애니메이션 오리지널 캐릭터. 만화가를 꿈꾸고 있으며 고양이 초상화를 그린 적이 있다.
 마오(まお)
성우 - 카이하라 레이나
애니메이션 오리지널 캐릭터. 수의사를 꿈꾸는 소녀.
 유카(ゆか)
성우 - 후지무라 아유미
애니메이션 오리지널 캐릭터. 3기 115화에 등장하였으며 토끼인형 '미(ミ)'를 가지고 있다.